# Tholosgrab von Prosymna

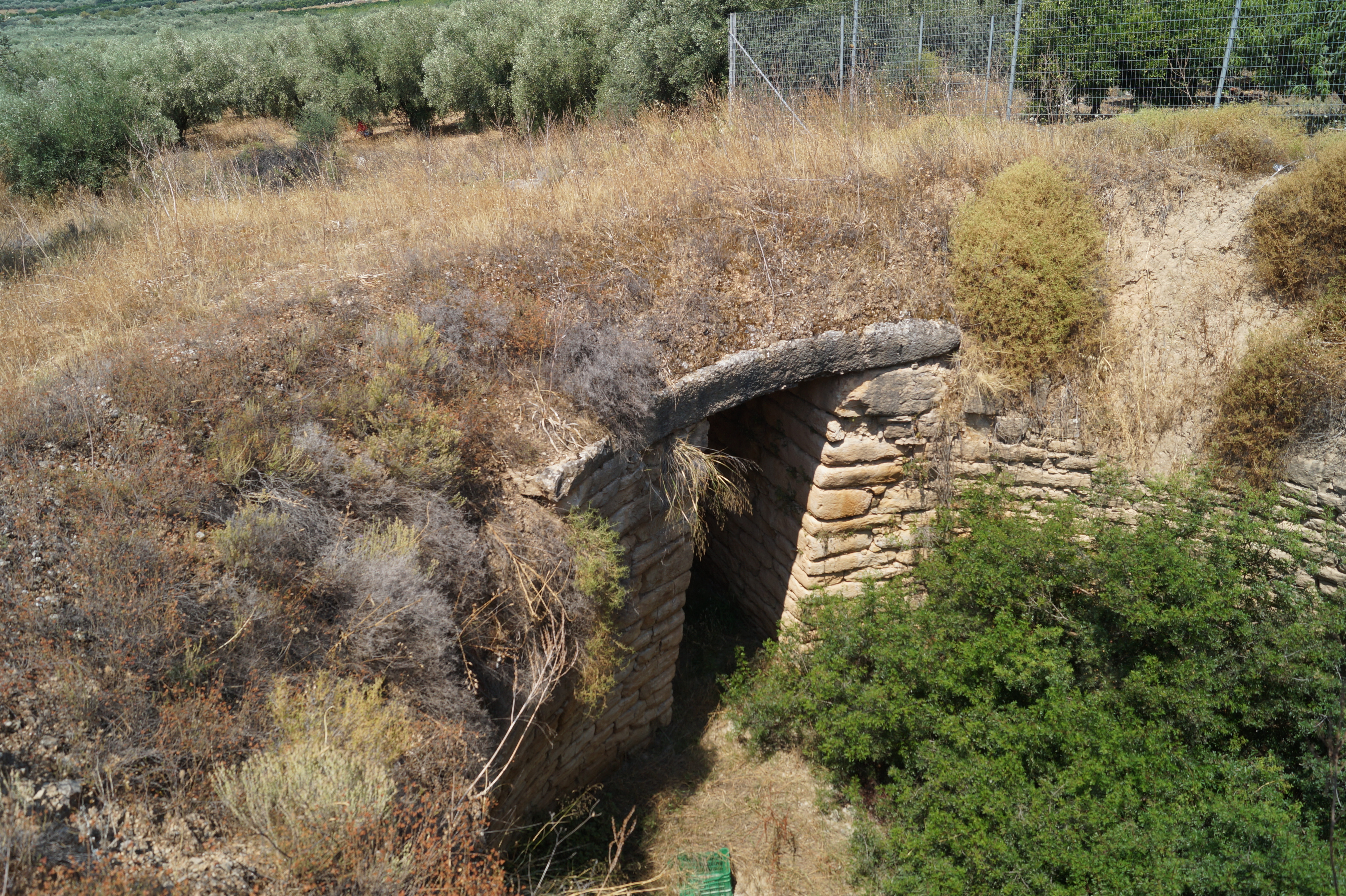
Eingang zum Tholosgrab von Prosymna

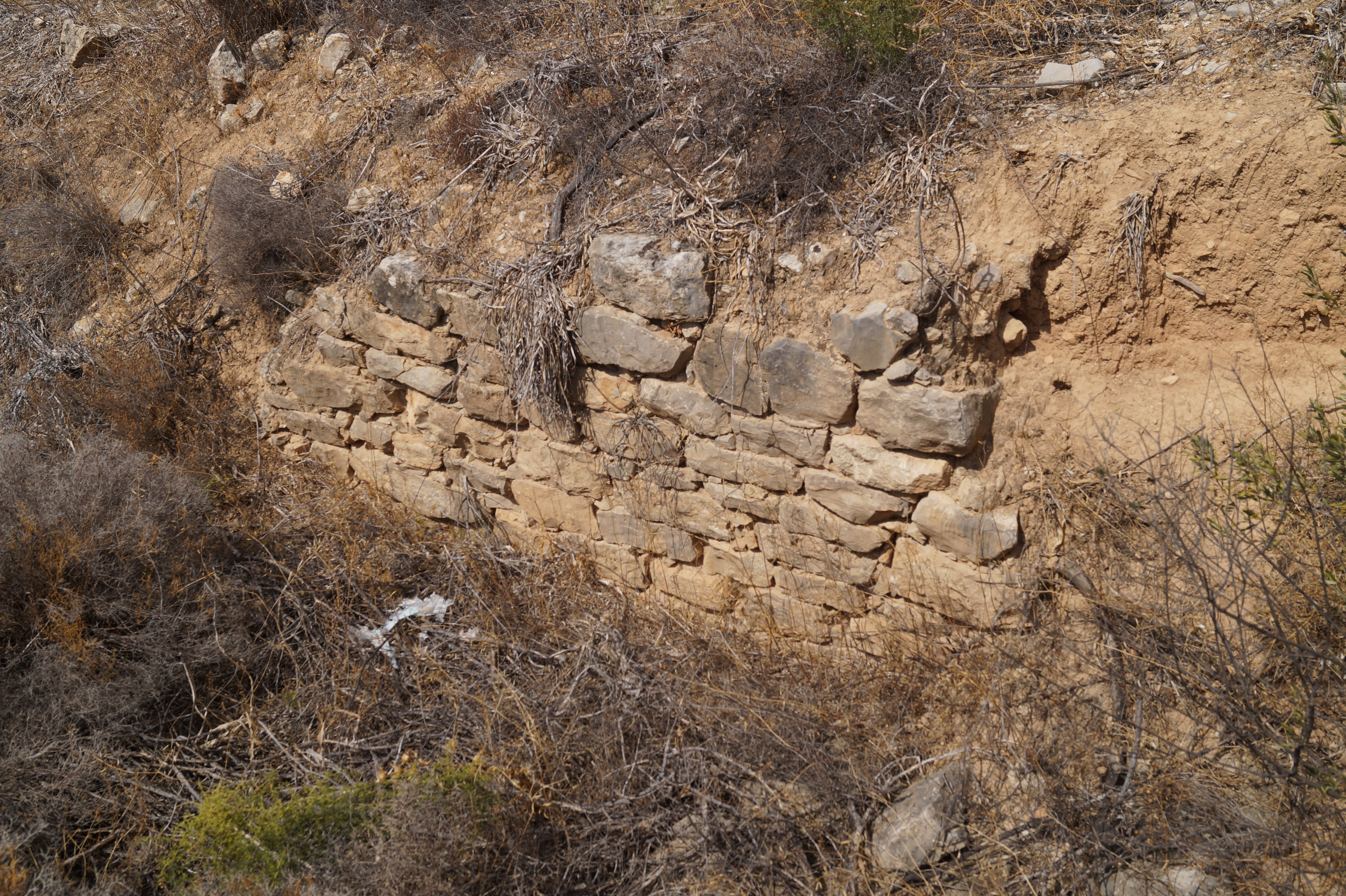
Reste der Dromosmauer aus grob behauenen Steinen

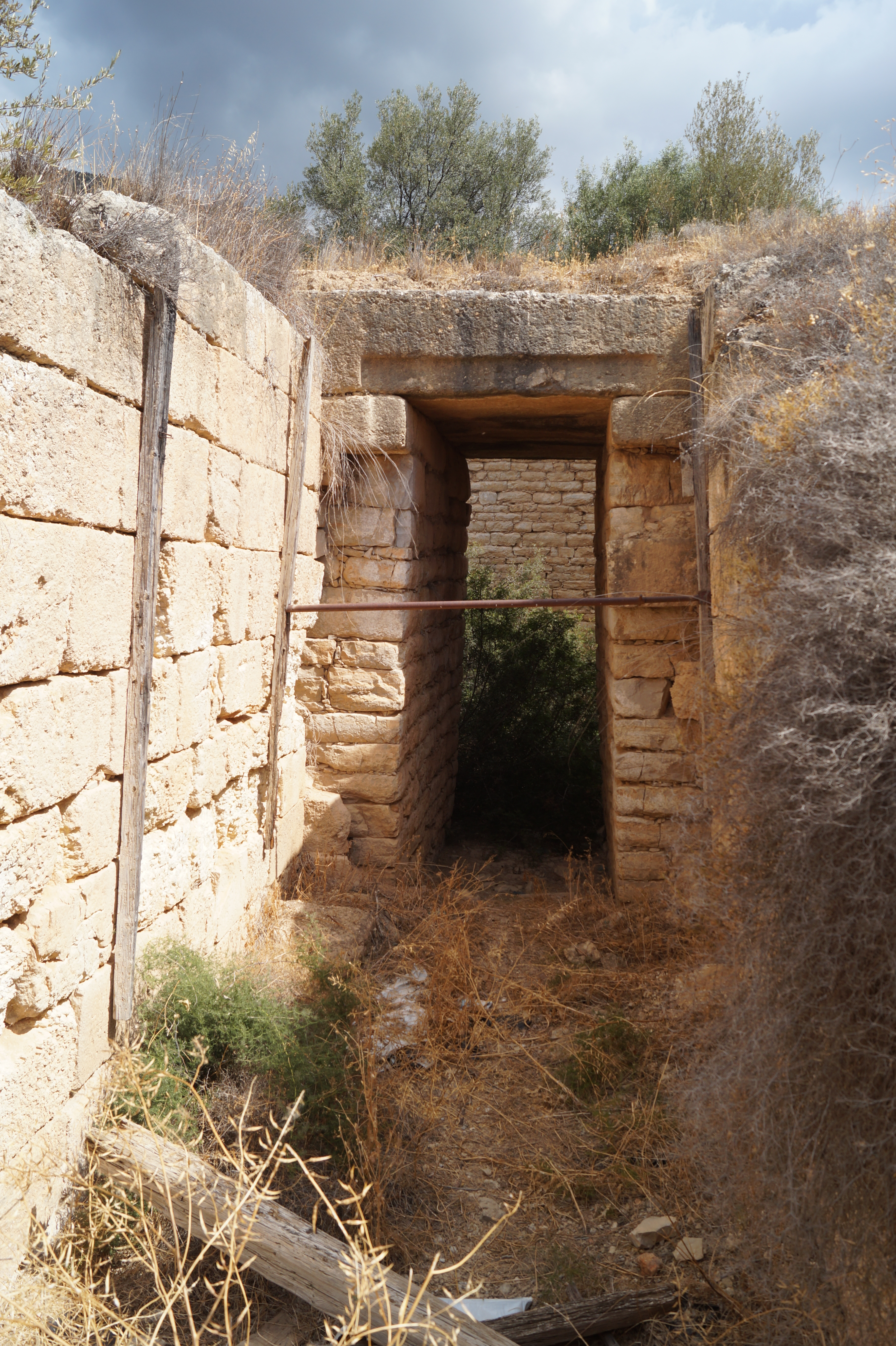
Fassade des Tholosgrab von Prosymna

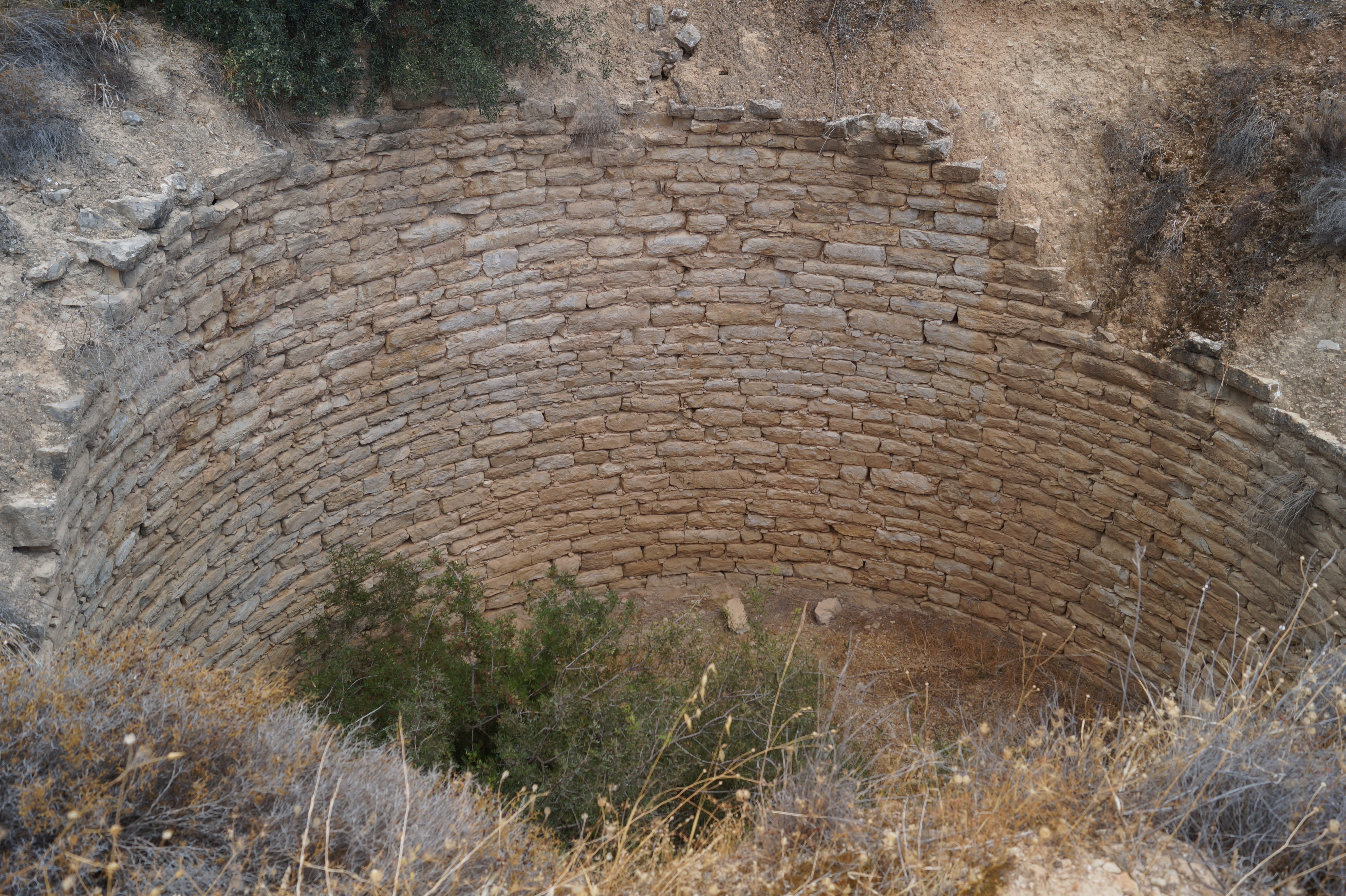
Eingestürzte Kuppel des Grabes

Das Tholosgrab von Prosymna oder Tholosgrab beim Heraion (griechisch Ηραιον Τάφος) oder Kuppelgrab von Asprochoma ist ein unterirdischer Kuppelbau. Es befindet sich etwa 550 m nordwestlich des Heraions von Argos. Nach der Klassifizierung von Alan Wace gehört das Grab zur zweiten Tholos-Gruppe, datiert in die Späthelladische Zeit (SH II A-B) und wurde zwischen 1460 und 1400 v. Chr. errichtet.

## Erforschung
1872 entdeckte ein Bauer aus Pasia, dem heutigen Inachos, einen ungewöhnlich großen Stein auf seinem Grundstück. Er informierte die Behörden und 1878 begann der griechische Archäologe Panagiotis Stamatakis mit Ausgrabungen. Schnell stellte sich heraus, dass es sich bei dem Stein um den Deckstein der Eingangspassage (Stomion) eines Kuppelgrabes handelte. 1921 bis 1923 führte Alan Wace Nachgrabungen durch.

## Beschreibung
Das Tholosgrab liegt mitten in einem Olivenhain. Der 18 m lange Zuweg (Dromos) führt fast eben von Südwesten zum Grab und war am südwestlichen Ende durch eine niedrige Mauer versperrt. Seine Breite erweitert sich zum Eingang hin von 2,90 m auf 3,15 m. Die Seitenwände des Dromos waren bis etwa 5 m vor dem Eingang aus grob behauenen Steinen, die mit gelbem Lehm verbaut wurden, errichtet. Den oberen Abschluss bildete eine Lage Steinplatten. Seit der Ausgrabung ist jedoch der größte Teil dieser Mauern eingestürzt. Die letzten 5 m des Dromos sind aus sorgfältig bearbeiteten Kalksteinquadern in isodomem Mauerwerk errichtet.
Auch die Fassade war einst aus Kalksteinquadern errichtet worden, von diesen sind jedoch heute nur noch Reste erhalten. Die Zwischenräume wurden mit Gips verfugt. Die Türlaibung war von einer umlaufenden Faszie umgeben. Der Eingang war vermutlich von zwei Halbsäulen flankiert. Der Stomion hat eine Höhe von 4,40 m und eine Länge von 4,50 m. Seine Breite verjüngt sich von etwa 2 m unten auf etwa 1,80 m oben. Er wurde aus Kalksteinblöcken in pseudoisodomem Mauerwerk errichtet. Die Lücken zwischen den Blöcken wurden mit kleinen Steinen und mit Gips gefüllt. Als Decksteine dienten drei sorgfältig bearbeitete Steinplatten aus Konglomerat. Auch die Steine, auf denen die Decksteine auflagen, wurden aus Konglomerat gefertigt. Der Eingang war mit einer Mauer aus unbearbeiteten Steinen verschlossen, die bei der Entdeckung noch 3 m hoch erhalten war. Es gab also einen etwa 1,50 m hohen Zugang durch den Grabräuber in das Grab gelangen konnten.
Die Kuppel des Grabes mit einem Durchmesser von 9,50 m ist heute eingestürzt. Sie wurde aus unterschiedlich großen, meist flachen Steinen aus Kalkstein in pseudoisodomem Mauerwerk errichtet. Das Kraggewölbe der Kuppel lief nach oben spitz zu. Die ursprüngliche Höhe der Kuppel wird auf etwa 10 m geschätzt. Sie war etwa 3 m höher als das Gelände und wurde deshalb mit einem Erdhügel bedeckt. Bei den Ausgrabungen fand man Reste dieses Hügels und der niedrigen ringförmigen Mauer, die diesen umgab. Stamatakis fand auch eine rechteckige Stele, die möglicherweise den Erdhügel als Grabstein krönte. Die Bauweise des Tholosgrabes erinnert an den Panagia-Tholos, das Löwengrab und das Grab von Kato Phournos und wird deshalb wie diese der zweiten Tholos-Gruppe zugeordnet.
Der Boden des Kuppelgrabes bestand aus eingeebnetem Fels, der mit einer Schicht Kieselsteinen und gelbem Lehm bedeckt war. In den Boden fand man drei Grabschächte. Der Schacht a gleich links hinter dem Eingang maß 2,40 × 1,50 m und war 1,20 m tief, Schacht b dahinter 2,80 × 1,50 m und war 1,25 m tief und Schacht c rechts hinter dem Eingang 2,05 × 0,90 m und war 0,80 m tief. Da Stamatakis in den Grabschächten nur Keramik aus klassischer Zeit fand, dachte er diese seien erst später angelegt worden. Ähnliche Grabschächte in anderen Tholosgräbern belegen jedoch, dass in mykenischer Zeit die Knochen und Beigaben früherer Bestattungen in solche Schächte verbracht wurden. Er glaubt auch, dass die Toten eingeäschert wurden. Wace fand jedoch keine Hinweise hierfür und führte die Schwarzfärbung der Gebeine auf natürliche Karbonisierung zurück. Die Existenz von klassischer Keramik in den Grabschächten belegt, dass zu dieser Zeit die Kuppel des Grabes noch nicht eingestürzt war.

## Funde
Die Funde aus dem Kuppelgrab wurden ins Archäologisches Nationalmuseum in Athen gebracht. Sie werden dort unter den Inventarnummern NAMA 3317 bis 3341, wobei meist mehrere ähnliche Funde zu einer Inventarnummer zusammengefasst wurden, geführt.

### Keramik
Stamatakis fand 22 Scherben im Palaststil aus SH II (1500 – 1400 v. Chr.), die von 4 bis 6 Amphoren stammten. Außerdem fand er an unbemalter mykenischer Keramik den Halsansatz eines Kruges, den Stiel einer Kylix und einen Spinnwirtel aus Ton. Aus den Aufzeichnungen ist nicht ersichtlich, wo im Grab die Scherben gefunden wurden. Im Dromos und Stomion fand er Tonscherben von griechischen und römischen Öllampen und in Grabschacht c drei weitere Öllampen und eine Scherbe einer weiteren aus klassischer Zeit. In diesem Schacht fand er auch noch einen zerbrochenen gewölbten Dachziegel mit der gestempelten Inschrift [...]ΛΗΣΑΡΧΙΤΕΚΤΟΝ. Ähnliche Dachziegel, die mit dem gleichen Stempel beschriftet wurden, fand man bei der Weststoa im nahen Heraion. Die komplette Inschrift lautete ursprünglich ΣΩΚΛΗΣΑΡΧΙΤΕΚΤΟΝ (altgriechisch Σωκλῆς ἀρχιτέκτων) und bedeutet Architekt Sokles.

### Weitere Funde
Am äußeren Ende des Dromos etwa 1 m über dem Bodenniveau fand Stamatakis eine kleine Bronzescheibe in Form eines Miniaturspiegels mit abgebrochenem Griff. Im Dromos direkt vor dem Stomion und im Stomion fand er Goldornamente und Goldperlen einer Halskette und verzierte Goldfolie, die ursprünglich an Kleidung festgenäht war. Des Weiteren fand er eine Bronzeniete, mit der einst das Heft an ein Schwert genietet war, eine Pfeilspitze aus Bronze, ein zylindrisches Stück aus Bronze und fünf Obsidiansplitter.
In der Tholos fand er weitere Kleinteile aus Gold, Bruchstücke von Bronzegefäßen, Ornamente aus Glaspaste, Fragmente von mandelförmigen Perlen aus Lapislazuli, undekorierte Fragmente aus Elfenbein, drei Bruchstücke aus Eberzahn eines Eberzahnhelms, eine Miniaturdoppelaxt aus hellgrünem Steatit, Bruchstücke einer Vase aus grau-weiß gesprenkeltem Stein und elf Fragmente einer Vase aus Alabaster. Aus dunkelgrünem Steatit fand man fünf Fragmente einer Lampe, eine Blumenschale und eine große Vase. Außerdem entdeckte man ein Fragment einer Fayenceschale mit Lotusknospenmuster. Sie erinnert an Stücke, die im ägyptischen Deir el-Bahari gefunden wurden und in die Regierungszeit von Hatschepsut und Thutmosis III. (1479 – 1425 v. Chr.) datiert werden. Zwei Fragmente einer einfachen, bauchigen, ägyptischen Alabastervase aus der 18. Dynastie ähneln Stücke, die bei Vaphio (SH II 1600 – 1400 v. Chr.), im Königsgrab von Isopata (SM II; 1450 – 1400 v. Chr.) und in den Kammergräbern von Kalyvia (LM III; 1400 – 1100 v. Chr.) gefunden wurden. In Grabschacht c fand man neben den Öllampen ein Stück aus grünem Glas und ein modernes Stück aus verrostetem Eisen.